# 佐藤芽
佐藤 芽（さとう めい、2006年（平成18年）10月24日 - ）は、日本の子役である。ジュネス所属。
身長143cm、靴のサイズ23cm。特技は空手で黒帯。

## 出演

### 映画
- 劇場版しまじろうのわお！「しまじろうとフフのだいぼうけん～すくえ！七色の花～」（2013年3月15日）- 花の姫フフ役
- カノジョは嘘を愛しすぎてる（2013年12月14日、東宝）- 小笠原冬 役
- 魔女の宅急便（2014年3月1日公開、東映）- ミア 役

### 子供番組
- ニャンちゅうワールド放送局（2016年7月 - 、NHK Eテレ） - ドクターメイ 役

### テレビドラマ
- レジデント〜5人の研修医 第5話（2012年11月15日、TBS）- 水野あおい（幼少）役
- 天魔さんがゆく 第7話（2013年9月7日、TBS）
- カノジョは嘘を愛しすぎてる サイドストーリー ～僕とカノジョが出会う前の物語～ 第10話（2013年12月27日、CSフジテレビTWO）- 小笠原冬 役
- 死神くん 第6話（2014年5月30日、テレビ朝日）- 和田美優 役
- ビンタ!〜弁護士事務員ミノワが愛で解決します〜 第7話（2014年11月13日、読売テレビ）- 浅野未来 役
- 「ハロー張りネズミ」第1話(TBS)

### CM
- メットライフアリコ「スヌーピーの飛行船 ～登場～ 篇」（2012年）
- JA共済 3Q訪問プロジェクト支援CM（2012年）
- マクドナルド「マックフルーリー」（2012年）
- 資生堂「IN＆ON」（2012年）
- クレハ・NEWクレラップ
  - 「ゆうやけ 篇」（2012年）
  - 「お姉ちゃんと勝負 篇」（2012年）
  - 「芽が出る 篇」（2012年）
  - 「どこへ行く 篇」（2013年）
- P&G さらさ
  - 「湯上り 篇」（2012年）
  - 「思いやり柔軟剤さらさ 篇」（2012年）
- Panasonicデジタルビデオカメラ
  - 「手ブレが違うと、キレイが違う！5軸. 愛情サイズ 篇」（2012年）
  - 「愛情サイズ 3大シーンに強い 篇」（2012年）
- ベルメゾンネット
  - 「おにぎり 篇」（2012年）
  - 「着回し 篇」（2012年）
  - 「Hotcott ＆ あったかグッズ 篇」（2012年）
  - 「タオル 篇」（2012年）
- Honda N BOX
  - 「VSA」雨篇（2012年）
  - 「VSA」雪篇（2012年）
- セブン&アイ nanacoカード「みんなの毎日 篇」（2013年）
- フェリシモ「しあわせ生活プログラム」イラストレッスンプログラム（2013年）
- 二トムズ「コロコロ®フロアクリン」（2014年）
- ピザハット

### 声優
- ワールド・ウォーZ（2013年）- コニー役（日本語吹き替え）

### PV
- 「世界番付」ボクラノセカイ（2012年）
- しまじろう映画挿入歌「いっぽミライにふみだそう」（2013年）